# Parafia św. Jerzego w Żmigrodzie
Parafia św. Jerzego – parafia prawosławna w Żmigrodzie, w dekanacie Wrocław diecezji wrocławsko-szczecińskiej.
Na terenie parafii funkcjonuje 1 cerkiew:
- cerkiew św. Jerzego w Żmigrodzie – parafialna

## Wykaz proboszczów
- 1973–1993 – ks. Konstanty Marczyk
- 1997–1999 – ks. Bazyli Sawczuk
- – ks. Andrzej Jaroszuk (obecnie)